# HD 165567
HD 165567，又名BD+40 3276，SAO 47193、HR 6764，是一颗恒星，视星等为6.52，位于銀經66.78，銀緯25.56，其B1900.0坐标为赤經18h 1m 28s，赤緯+40° 25.56′ 34″。